# التخطيط المرحلي
التخطيط المرحلي (بالإنجليزية: Rolling Wave Planning)‏

يتمثل التخطيط المرحلي في أن تضع الحكومة سنويا ثلاثة أنواع من الخطط، وهي:
1. خطة للسنة التالية مباشرة.
2. خطة متوسطة للسنوات الخمس مثلا التالية، ويتم تعديلها سنويا، وذلك بإسقاط  السنة التي انتهت وإضافة سنة أخرى في نهاية المدة.
3. خطة طويلة الأجل لـ 15 سنة فأكثر.

والفكرة في هذا النوع من التخطيط ان الأعمال التي ستنفذ على المدى القريب يخطط لها بالتفصيل بينما الأعمال التي ستنفذ على المدى البعيد يخطط لها بمستوى أعلى(بشكل عمومي دون تقديم أي تفاصيل).